# West Bromwich Albion F.C.
West Bromwich Albion Football Club, poznan tudi pod imeni WBA, West Brom in Albion je angleški nogometni klub. Osnovali so ga v delavnici tehtnic Salter's Spring Works leta 1878 v mestu West Bromwich, v regiji West Midlands. Trenutno igra v 2. angleški ligi. Njihov domači stadion je The Hawthorns, nogometaši pa igrajo v črtastih belo-modrih dresih.
Ta slavni klub je bil eden od snovalcev prve profesionalne angleške nogometne lige na svetu. Čeprav The Albion ne pove veliko kot imena drugih angleških klubov, je vseeno imel znatno vlogo v ustvarjanju nogometne igre v Angliji.
Nogometaši West Bromwich Albiona imajo dva nadimka: The Throstles (Drozgi), ker je na grbu kluba naslikan drozg. The Baggies (Vrečke, vrečarji) pa so si najverjetneje izmislili rivali iz kluba Aston Ville, zaradi vrečastih, čvrstih hlač, katere so nosili številčni delavski navijači. Tedanji navijači Albiona so bili glavni delavci težke industrije.
Za ta klub sta igrala tudi slovenska nogometaša, Boštjan Cesar in Robert Koren.